# Al-Bazuriyya
al-Bāzūriyya (in arabo البازوريه‎?) è un villaggio libanese del Governatorato del Sud Libano.
È il luogo natale dell'ayatollah Hassan Nasrallah.